# Aclista angusta
Aclista angusta är en stekelart som först beskrevs av Jean-Jacques Kieffer 1909.  Aclista angusta ingår i släktet Aclista, och familjen hyllhornsteklar. Arten är reproducerande i Sverige.